# Fjerritslev Filmen
Fjerritslev Filmen er en dansk dokumentarfilm fra 1938 instrueret af Svend Mikkelsen.

## Handling
Dagligliv, mennesker, virksomheder og begivenheder i Fjerritslev by og omegn. Fjerritslev Kirke og byens omgivelser. Murstenshus under opførelse. Andelsmejeriet Dalhøj: indvejning og udvejning af mælken, smør pakkes i ½ kilo pakker og fyldes på tønder. Mejeriet sælger også fra mælkevogn i byen. Hverdagslivet på Østergade. Gartneriet A. Andersen med forretning, drivhuse og mistbænke. Indvielsen af Fjerritslev Skole ved sognerådsformand I.C. Bolwig og amtmand Egedorf. De flotte sløjd- og hjemkundskabslokaler besigtiges. Domhuset. Fjerritslev Bogtrykkeri. Elmaster og elledninger skiftes ud. Bødkerens arbejde. Kloakarbejde på Godthaabsvej. Falckstationen. Stenhuggeriet - fra granit til gravsten. Stenalderbåden ved Fjerritslev. Alsang i Lystanlægget. Røde Kors-indsamling til Finland (vinter). Vintersport på Østbakken. En gammel mølle. Fjerritslev Andels-Svineslagteri. Markedsdag med hestehandel, tivoliboder og radiobiler. Lystanlægget (i farver). En sommerdag ved havet ved Svinkløv Strand (i farver).